# Jin Jingzhu
Jin Jingzhu (en chino: 金京珠; Jilin, 5 de enero de 1992) es una deportista china que compite en patinaje de velocidad sobre hielo. Ganó una medalla de bronce en el Campeonato Mundial de Patinaje de Velocidad sobre Hielo en Distancia Individual de 2023, en la prueba de velocidad por equipos.

## Palmarés internacional
| Campeonato Mundial en Distancia Individual | Campeonato Mundial en Distancia Individual | Campeonato Mundial en Distancia Individual | Campeonato Mundial en Distancia Individual |
| Año                                        | Lugar                                      | Medalla                                    | Prueba                                     |
| ------------------------------------------ | ------------------------------------------ | ------------------------------------------ | ------------------------------------------ |
| 2023                                       | Heerenveen (Países Bajos)                  | Medalla de bronce                          | Velocidad por equipos                      |